# Condado de Mahnomen
El condado de Mahnomen (en inglés: Mahnomen County), fundado en 1906, es un condado del estado estadounidense de Minnesota. En el año 2000 tenía una población de 5.190 habitantes con una densidad de población de 4 personas por km². La sede del condado es Mahnomen.

## Geografía
Según la oficina del censo el condado tiene una superficie total de 1510 km² (583 mi²), de los que 1440 km² (556 mi²) son tierra y 60 km² (23,2 mi²) (4,61%) son agua.

## Condados adyacentes
- Condado de Polk - norte
- Condado de Clearwater - este
- Condado de Becker - sur
- Condado de Norman - oeste

### Principales carreteras y autopistas
- U.S. Autopista 59
- Carretera estatal 113
- Carretera estatal 200

## Demografía
Según el censo del 2000 la renta per cápita media de los habitantes del condado era de 30.053 dólares y el ingreso medio de una familia era de 35.500 dólares. En el año 2000 los hombres tenían unos ingresos anuales 23.614 dólares frente a los 21.000 dólares que percibían las mujeres. El ingreso por habitante era de 13.43 dólares y alrededor de un 16,70% de la población estaba bajo el umbral de pobreza nacional.

## Localidades

### Ciudades
- Bejou
- Mahnomen
- Waubun

### Municipios
- Municipio de Beaulieu
- Municipio de Bejou
- Municipio de Chief
- Municipio de Clover
- Municipio de Gregory
- Municipio de Heier
- Municipio de Island Lake
- Municipio de La Garde
- Municipio de Lake Grove
- Municipio de Little Elbow
- Municipio de Marsh Creek
- Municipio de Oakland
- Municipio de Pembina
- Municipio de Popple Grove
- Municipio de Rosedale
- Municipio de Twin Lakes

### Lugar designado por el censo
- Beaulieu
- Midway
- Naytahwaush
- Pine Bend
- Riverland
- The Ranch
- West Roy Lake